# Lake Village (Indiana)
Pour l’article homonyme, voir Lake Village.

Localisation.

Lake Village est une census-designated place (CDP) du township de Lake, dans le comté de Newton de l'État de l'Indiana. Elle compte 765 habitants en 2010.

## Histoire
Lake Village est fondé en 1876. Ce village ne s'est pas beaucoup développé avant l'arrivée du chemin de fer en 1905. Le bureau de poste ouvre en 1876.

## Géographie
D'après le United States Census Bureau, cette CDP s'étend sur 10,3 km2.